# 泰辛 (梅克伦堡-前波美拉尼亚州)
泰辛（德語：Tessin，發音：[tɛˈsiːn] ⓘ）是德国梅克伦堡-前波美拉尼亚州罗斯托克县的城市，面积24.51平方千米，2023年12月31日人口为4,019人。